# Russkij suvenir
Russkij suvenir (Русский сувенир) è un film del 1960 diretto da Grigorij Vasil'evič Aleksandrov.